# Stade de Nice
Das Stade de Nice (aufgrund eines Namenssponsorings seit August 2012 offiziell Allianz Riviera) ist ein Rugby- und Fußballstadion in der französischen Stadt Nizza, das im September 2013 eröffnet wurde. Das Stadion wird überwiegend vom Fußballverein OGC Nizza genutzt. Es werden aber auch Rugbyspiele ausgetragen, unter anderem vom RC Toulon. Dafür lassen sich die Hintertortribünen zurückfahren. Es bietet Platz für rund 35.000 Zuschauer. Die Spielstätte war außerdem ein Austragungsort der Fußball-Europameisterschaft 2016 und der Rugby-Union-Weltmeisterschaft 2023. Auch ist es einer der Austragungsorte des Fußballturniers bei den Olympischen Sommerspielen 2024. Zu UEFA- oder FIFA-Turnieren trägt es den werbefreien Namen Stade de Nice.

## Geschichte

Luftaufnahme 2016

Am 11. Oktober 2010 stellte Nizzas Bürgermeister Christian Estrosi die Pläne für das Stadion vor. Die vom Architekturbüro Wilmotte & Associés entworfene Arena mit 35.000 Sitzplätzen – bei nicht-fußballerischen Veranstaltungen bis zu 45.000 – sollte ursprünglich 166 Mio. Euro kosten. Die Arbeiten, die im Juli 2011 begannen, sollten Ende Juni 2013 fertiggestellt werden, doch verschoben sich auf Mitte September. Die Gesamtkosten belaufen sich tatsächlich auf 243,5 Mio. Euro. Davon bezahlen die öffentlichen Körperschaften 69 Mio.; den Rest trägt eine private Investorengruppe (Nice Éco Stadium), deren Anteilsinhaber Vinci Concessions (50 %), die Caisse des Dépôts und die South Europe Infrastructure Equity Finance sind. NES besitzt die Vermarktungsrechte bis zum Jahr 2041. Anfang 2015 hat die Staatsanwaltschaft eine Untersuchung bezüglich „eventueller finanzieller Unregelmäßigkeiten im Zusammenhang mit der öffentlich-privaten Partnerschaft“ beim Bau der Arena eingeleitet.
OGC Nizza muss pro Saison in Abhängigkeit von den Zuschauereinnahmen zwischen einer und zwei Millionen Euro für die Nutzung des Stadions bezahlen, während die Fußballer das Stade du Ray nahezu kostenlos nutzen konnten. Basis für die Festlegung der neuen Nutzungsgebühren ist eine angenommene mittlere Zuschauerzahl von 24.000 je Heimspiel – wobei die Aiglons es in ihrer seit langem erfolgreichsten Spielzeit (die Saison 2012/13 schlossen sie als Tabellen-Vierter ab) gerade einmal auf durchschnittlich 8.466 zahlende Besucher gebracht hatten.
Im Juli 2012 wurde bekannt, dass der Versicherungskonzern Allianz sich das Namensrecht an der neuen Arena gesichert hatte. Seitdem trägt das Stadion den Namen Allianz Riviera. Der Vertrag hat eine Laufzeit von neun Jahren und bringt jährlich 1,8 Millionen Euro ein.
Am 22. September 2013 wurde die neue Heimat des OGC Nizza eingeweiht, in der ersten Partie bezwangen die Hausherren den FC Valenciennes mit 4:0 Toren.
Die Sportstätte war einer von neun Spielorten der Fußball-Weltmeisterschaft der Frauen 2019 sowie der Rugby-Union-Weltmeisterschaft 2023.

## Spiele zur Fußball-Europameisterschaft 2016
Anlässlich der Fußball-Europameisterschaft 2016 in Frankreich fanden in der Allianz Riviera insgesamt vier Spiele statt. Um Interessenkonflikte mit UEFA-Sponsoren zu vermeiden, trug das Stadion während des Turniers den Namen Stade de Nice.
|                             |   |            |           |
| 12. Juni 2016, Vorrunde     |   |            |           |
| Polen                       | – | Nordirland | 1:0 (0:0) |
| 17. Juni 2016, Vorrunde     |   |            |           |
| Spanien                     | – | Türkei     | 3:0 (2:0) |
| 22. Juni 2016, Vorrunde     |   |            |           |
| Schweden                    | – | Belgien    | 0:1 (0:0) |
| 27. Juni 2016, Achtelfinale |   |            |           |
| England                     | – | Island     | 1:2 (1:2) |

## Spiele der Fußball-Weltmeisterschaft der Frauen 2019 in Nizza
Sechs Partien der Fußball-Weltmeisterschaft der Frauen 2019, darunter das Spiel um Platz 3, fanden in Nizza statt.
|                                |   |            |                                 |
| 9. Juni 2019, Gruppe D         |   |            |                                 |
| England                        | – | Schottland | 2:1 (2:0)                       |
| 12. Juni 2019, Gruppe A        |   |            |                                 |
| Frankreich                     | – | Norwegen   | 2:1 (0:0)                       |
| 16. Juni 2019, Gruppe F        |   |            |                                 |
| Schweden                       | – | Thailand   | 5:1 (3:0)                       |
| 19. Juni 2019, Gruppe D        |   |            |                                 |
| Japan                          | – | England    | 0:2 (0:1)                       |
| 22. Juni 2019, Achtelfinale    |   |            |                                 |
| Norwegen                       | – | Australien | 1:1 n. V. (1:0, 1:1), 4:1 i. E. |
| 6. Juli 2019, Spiel um Platz 3 |   |            |                                 |
| England                        | – | Schweden   | 1:2 (1:2)                       |